# Michael Morris (3e baron Killanin)
Pour les articles homonymes, voir Michael Morris et Morris.
Michael Morris, 3e baron Killanin, né le 30 juillet 1914 à Londres et mort le 25 avril 1999 à Dublin, est un journaliste et auteur irlandais.
Il est le 6e président du Comité international olympique (CIO) entre 1972 et 1980.

## Biographie
Il n'a jamais été sportif professionnel, mais pratique la boxe. Il devient un grand journaliste très jeune grâce à ses articles sur la guerre en Chine, à l'âge de seulement 22 ans, pour les journaux britanniques Daily Mail et Daily Express.
Il participe un temps à l'industrie cinématographique, étant l'ami de John Ford, ayant aidé pour L'Homme tranquille.
Il devient membre du CIO en 1952, en même temps qu'il est président du comité olympique d'Irlande. Il est nommé vice-président du CIO en 1968. 
Il brigue la présidence du CIO en 1972. Lors de la 73e session du CIO, il est élu par 39 voix contre 19 pour Jean de Beaumont. Alors que dès sa prise de fonction, proche de la prise d'otages des jeux de Munich, il souhaite que les olympiades soient moins affectés par la politique et les nationalismes, le contexte le rattrape. Son mandat se déroule durant des circonstances très difficiles pour le mouvement olympique : les Jeux d'hiver de 1976 qui ont dû changer de pays-hôte, le fiasco économique des Jeux d'été de Montréal en 1976 avec les boycotts contre l'Afrique du Sud et de la Chine par rapport à Taïwan et le boycott massif des Jeux de Moscou en 1980,,. En raison d'une santé défaillante, il ne se représente pas à sa réélection en 1980. Le CIO le nomma président honoraire. 
Il meurt en 1999, il souffrait de la maladie d'Alzheimer. Lady Killanin est décédée en 2007.